# Jean-Claude Lebrosse
Jean-Claude Lebrosse, né le 28 septembre 1968, est un arbitre seychellois de football, qui est international depuis 2001.

## Carrière
Il a officié dans une compétition majeure : 
- CHAN 2009 (2 matchs)